# Christian Bassedas
Christian Gustavo Bassedas (ur. 16 lutego 1973 w Buenos Aires) – piłkarz argentyński grający na pozycji bocznego pomocnika.

## Kariera klubowa
Bassedas urodził się w Buenos Aires, a karierę piłkarską rozpoczął w tamtejszym klubie Vélez Sársfield. W 1990 roku zadebiutował w argentyńskiej Primera División, w fazie Apertura. Już od sezonu 1991/1992 był podstawowym zawodnikiem zespołu, a w 1993 roku wywalczył swój pierwszy sukces, gdy został z Vélezem mistrzem fazy Clausura. W 1994 roku dotarł do finału Copa Libertadores, a w nim Argentyńczycy okazali się lepsi od brazylijskiego São Paulo FC, wygrywając po serii rzutów karnych. W tym samym roku Bassedas sięgnął też po Puchar Interkontynentalny (2:0 z Milanem). Kolejne sukcesy z Vélezem osiągnął w 1995 roku. Najpierw wywalczył mistrzostwo fazy Apertura, a następnie zdobył Copa Interamericana. Z kolei w 1996 roku został mistrzem Clausury oraz zdobywcą Copa Sudamericana. Natomiast w 1997 roku zdobył Recopa Sudamericana, a w 1998 kolejne mistrzostwo fazy Clausura. W Vélez Sársfield grał do 2000 roku, a łącznie dla tego klubu rozegrał 267 meczów i zdobył 21 goli.
Latem 2000 roku Bassedas przeszedł za 4,1 miliona funtów do angielskiego Newcastle United, prowadzonego przez sir Bobby’ego Robsona. W Premiership zadebiutował 4 listopada 2000 w wygranym 2:1 domowym spotkaniu z Ipswich Town. 31 stycznia 2001 w meczu z Chelsea F.C. (1:3) strzelił swoją jedyną bramkę na angielskich boiskach. W sezonie 2001//2002 z powodu kontuzji rozegrał tylko dwa mecze w Premiership.
Na początku 2002 roku Bassedas został wypożyczony z Newcastle do hiszpańskiego CD Tenerife. W Primera División po raz pierwszy wystąpił w zremisowanym 1:1 meczu z Celtą Vigo. Na koniec sezonu zajął z Tenerife przedostatnie miejsce w lidze i spadł z nim do Segunda División. Po sezonie wrócił do Newcastle, jednak z powodu kontuzji nie zagrał w żadnym meczu. Karierę próbował wznowić w Newell’s Old Boys, jednak i tam nie wystąpił w żadnym ze spotkań i postanowił odejść na piłkarską emeryturę. Obecnie jest komentatorem stacji Fox Sports en Español i komentuje mecze angielskiej Premiership.
| Sezon KW$b | Kraj              | Rozgrywki | Mecze            | Bramki |   |
| ---------- | ----------------- | --------- | ---------------- | ------ | - |
| 1990/91    | Vélez Sársfield   | Argentyna | Primera División | 12     | 1 |
| 1991/92    | Vélez Sársfield   | Argentyna | Primera División | 36     | 3 |
| 1992/93    | Vélez Sársfield   | Argentyna | Primera División | 32     | 1 |
| 1993/94    | Vélez Sársfield   | Argentyna | Primera División | 26     | 1 |
| 1994/95    | Vélez Sársfield   | Argentyna | Primera División | 22     | 2 |
| 1995/96    | Vélez Sársfield   | Argentyna | Primera División | 32     | 3 |
| 1996/97    | Vélez Sársfield   | Argentyna | Primera División | 23     | 4 |
| 1997/98    | Vélez Sársfield   | Argentyna | Primera División | 31     | 2 |
| 1998/99    | Vélez Sársfield   | Argentyna | Primera División | 27     | 2 |
| 1999/00    | Vélez Sársfield   | Argentyna | Primera División | 27     | 2 |
| 2000/01    | Newcastle United  | Anglia    | Premiership      | 22     | 1 |
| 2001/02    | Newcastle United  | Anglia    | Premiership      | 2      | 0 |
| 2001/02    | CD Tenerife       | Hiszpania | Primera División | 14     | 0 |
| 2002/03    | Newcastle United  | Anglia    | Premiership      | 0      | 0 |
| 2002/03    | Newell’s Old Boys | Argentyna | Primera División | 0      | 0 |

## Kariera reprezentacyjna
W reprezentacji Argentyny Bassedas zadebiutował 16 listopada 1994 roku w wygranym 3:0 towarzyskim spotkaniu z Chile. W 1996 roku został powołany przez Daniela Passarellę do kadry olimpijskiej na Igrzyska Olimpijskie w Atlancie. na tym turnieju dotarł z Argentyną do finału, jednak w nim przegrała ona 2:3 z Nigerią. W swojej karierze Bassedas występował także w eliminacjach do Mistrzostw Świata we Francji, jednak na ten turniej nie pojechał. Ogółem w kadrze narodowej rozegrał 22 spotkania.